# Оллі Александер
Олівер Александер Торнтон (англ. Oliver Alexander Thornton; нар. 15 липня 1990, Гаррогейт), відомий як Оллі Александер — британський співак, автор пісень, актор і ЛГБТ+-активіст. Найбільш відомий як вокаліст гурту Years & Years і своєю роллю в драматичному серіалі «Це гріх». Шестиразово номінувався на премію Brit Awards, а також був номінований на премію Британської телевізійної академії та премію Critics' Choice Television Award за найкращу чоловічу роль. Окрім усього цього, Александер представляв Велику Британію на Пісенному конкурсі Євробачення 2024 у Мальме, Швеція зі своєю першою сольною піснею «Dizzy».

## Раннє життя
Оллі Александер народився 15 липня 1990 року в Гаррогейті, Північний Йоркшир. Мати — Вікі Торнтон, співзасновниця Coleford Music Festival. Александер відвідував початкову школу Святого Іоанна в Колфорді і загальноосвітню школу Монмут. Навчаючись у школі Монмут, зіграв у двох шкільних виставах: «Хлопці та ляльки» в ролі Бенні та «Кавказьке крейдяне коло» в ролі капрала. Після закінчення школи вивчав сценічні мистецтва в Герефордському коледжі мистецтв.
Свою першу пісню Александер написав на клавіатурі батька у віці 10 років. Батьки розлучилися, коли Оллі було 13 років; і його з братом Беном, який має аутизм, згодом виховувала лише матір.
У віці 16 років Александера помітив агент з прослуховувань, під час відбору для участі в британському серіалі Skins. Згодом він покинув Герефордський коледж мистецтв, щоб продовжити свою акторську кар'єру, оскільки були запропоновані ролі, заявивши: «Я почав зніматися, коли був молодим; це просто сталося. Я кинув школу, щоб працювати по всьому світу, що було дивовижно». «Я дійсно хотів стати співаком чи музикантом… Раптом я став актором. Я ніколи не мріяв про це. Я все ще намагаюся це зрозуміти… Я справді ненавидів школу, тому що наді мною постійно знущалися. Але над тобою ніколи не знущаються на уроках акторства, тому що дивні діти добре вчаться в класі театру. Це безпечне місце». Оллі також страждав у школі на булімію.

## Акторство
Акторську кар'єру Александер почав у серіалі «Саммергілл» про однойменну школу, який вийшов на екрани у 2008 році. Наступний фільм Bright Star (2009) за його участі був номінований на премію Оскар за найкращі досягнення в дизайні костюмів. Того ж року знявся у фільмах Tormented з Алексом Петтіфером у головній ролі та у Enter the Void. У 2010 році він зіграв Евана в постановці «Чужих» театром Буша. Роком пізніше брав участь у написанні сценарію та музики для інді-фільму The Dish & the Spoon, в якому знявся разом із Ґретою Ґервіґ. У 2012 році з'явився в театральній постановці Mercury Fur.
З березня по червень 2013 року Александер грав роль Пітера Пена у виставі «Пітер і Аліса» у Вест-Енді разом з Беном Вішоу та Джуді Денч. Він також зіграв допоміжну роль у фінальній серії Skins як сталкер Кессі Ейнсворт у двосерійному епізоді «Skins Pure». Того ж року Google Analytics випустили внутрішнє корпоративне відео, у якому Александер зображений як вимогливий покупець з підзаголовком «Ось що буває, коли економиш на зручності використання».
У 2014 році Александер грав одного з головних героїв, де також співав та грав на гітарі, музичного повнометражного фільму God Help the Girl, сценариста й режисера Стюарта Мердока. Того ж року з'явився в екранізації п'єси The Riot Club разом із британськими акторами Семом Клафліном, Максом Айронсом і Дугласом Бутом та в епізодичній ролі вампіра Фентона в британсько-американському серіалі жахів Бульварні жахіття.

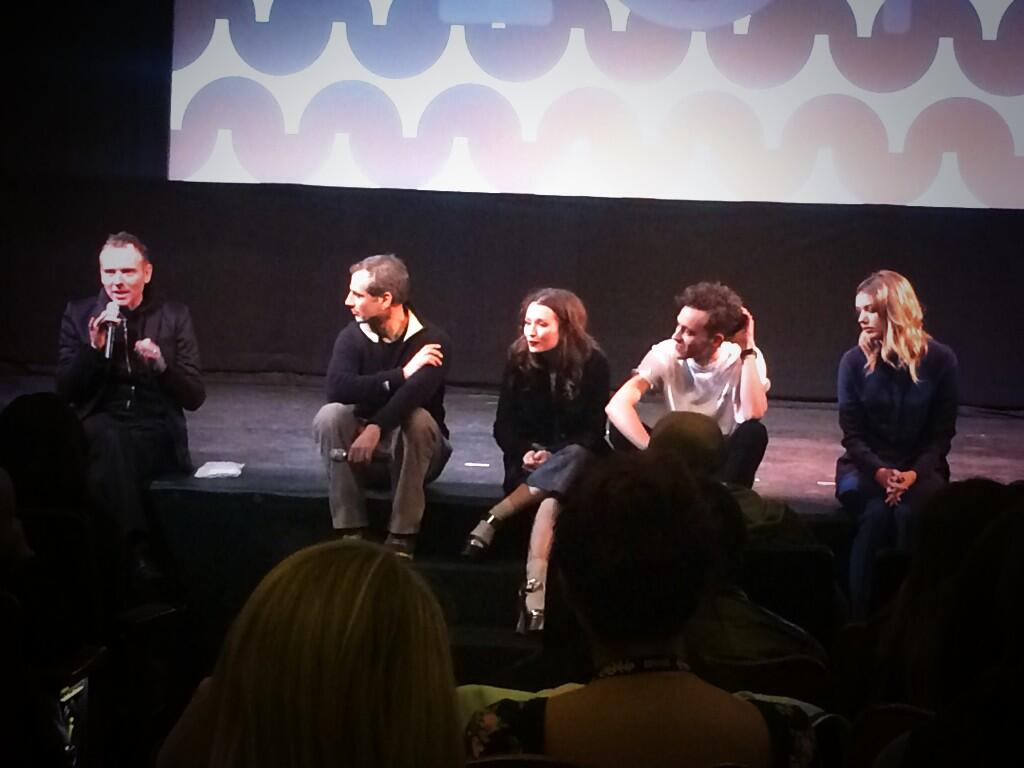
Стюарт Мердок, Емілі Браунінг, Оллі Александер та Ханна Мюррей на Кінофестивалі «Санденс» 2014

В інді-фільмі Funny Bunny, прем'єра якого відбулася на SXSW 2015, грав Тітті, проблемного підлітка, а також став співавтором сценарію.
У січні 2021 року Александер знявся в головній ролі в драмі Рассела Т. Девіса Channel 4 і HBO Max «Це гріх», яка розповідає про життя геїв у 1980-1990-х роках і про початок ВІЛ/СНІДу. Серіал і акторська гра Александера заслужили схвалення критиків — деякі висловили бажання, щоб Оллі отримав премію BAFTA за свою гру.
2025 року було анонсоване повернення Александера до Вест-Енду восени, у головній ролі вистави «Як важливо бути серйозним».

## Музика

### Years & Years
Гурт Years & Years утворився у 2010 році, коли Александер приєднався до колективу як провідний вокаліст після того, як Майкі Голдсуорті, один із учасників гурту, почув спів Оллі під душем і вподобав його голос.
Їхній дебютний сингл «I Wish I Knew» був випущений у липні 2012 року на лейблі Good Bait, сам гурт виступав у складі п'яти осіб. У 2013 році вони підписали угоду з французьким лейблом Kitsuné у складі трьох учасників і випустили свій другий сингл під назвою «Traps» у вересні 2013 року, який отримав підтримку Radio 1 і Radio 6, а також багатьох онлайн-видань, таких як The Guardian і The Fader.
Years & Years випустили свій другий сингл «Real» на Kitsuné та iTunes у лютому 2014 року. У музичному кліпі на пісню знялися актори Бен Вішоу і Натан Стюарт-Джарретт. Завдяки участі та подальших інтерв'ю Вішоу відео отримало вісім з половиною мільйонів переглядів в Інтернеті, а також гурт змінив свій звукозаписний лейбл Кіцуне на Polydor, коли набув популярності. У січні 2015 року Years & Years були оголошені переможцями голосування «BBC Sound of…».

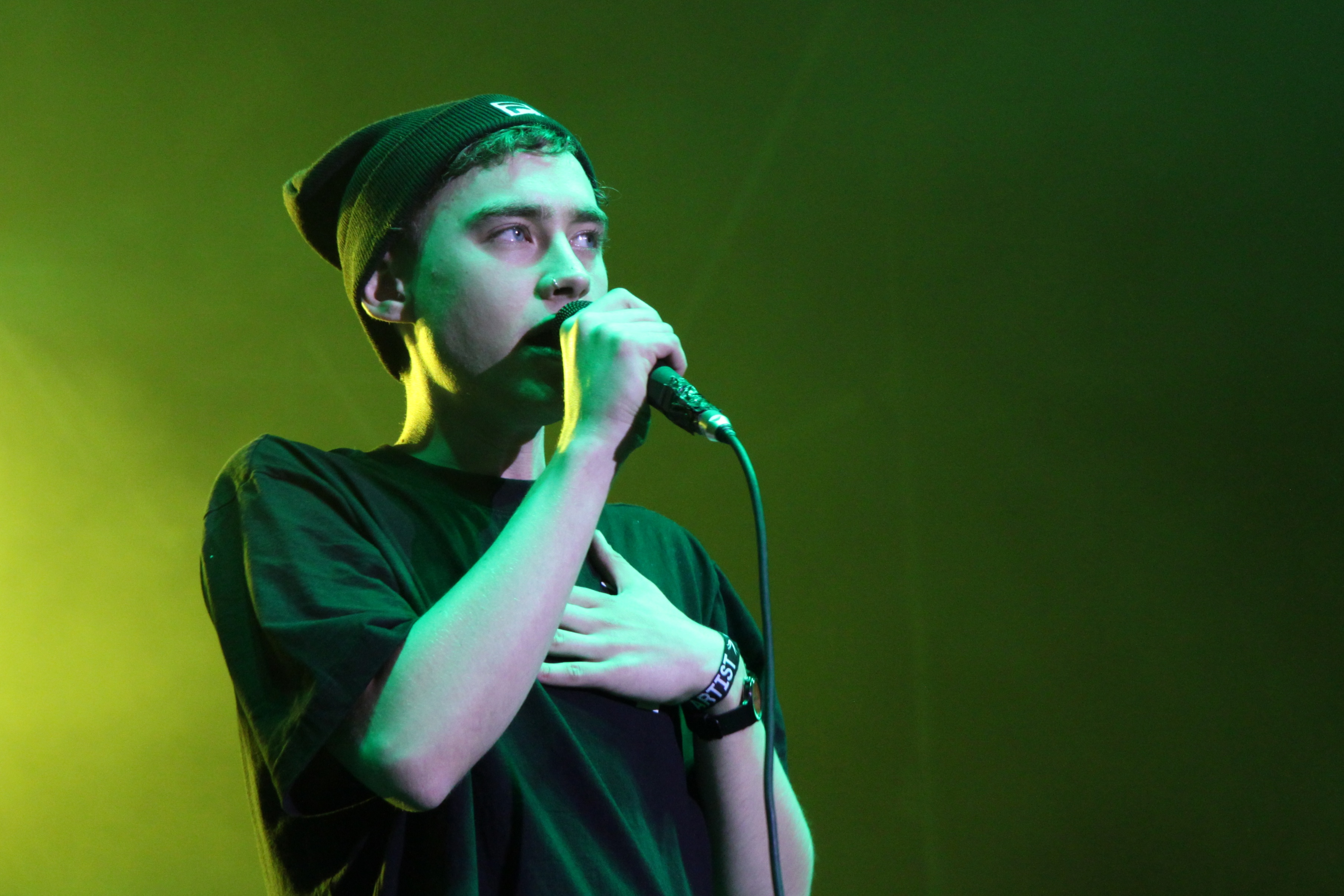
Оллі у 2014 році

Найуспішніший сингл гурту — «King» — випущений під лейблом Polydor, у березні 2015 року посів перше місце в британському чарті синглів, забезпечивши Years & Years національне визнання. Дебютний студійний альбом Communion був випущений 10 липня 2015 року та посів перше місце в чарті альбомів Великої Британії.

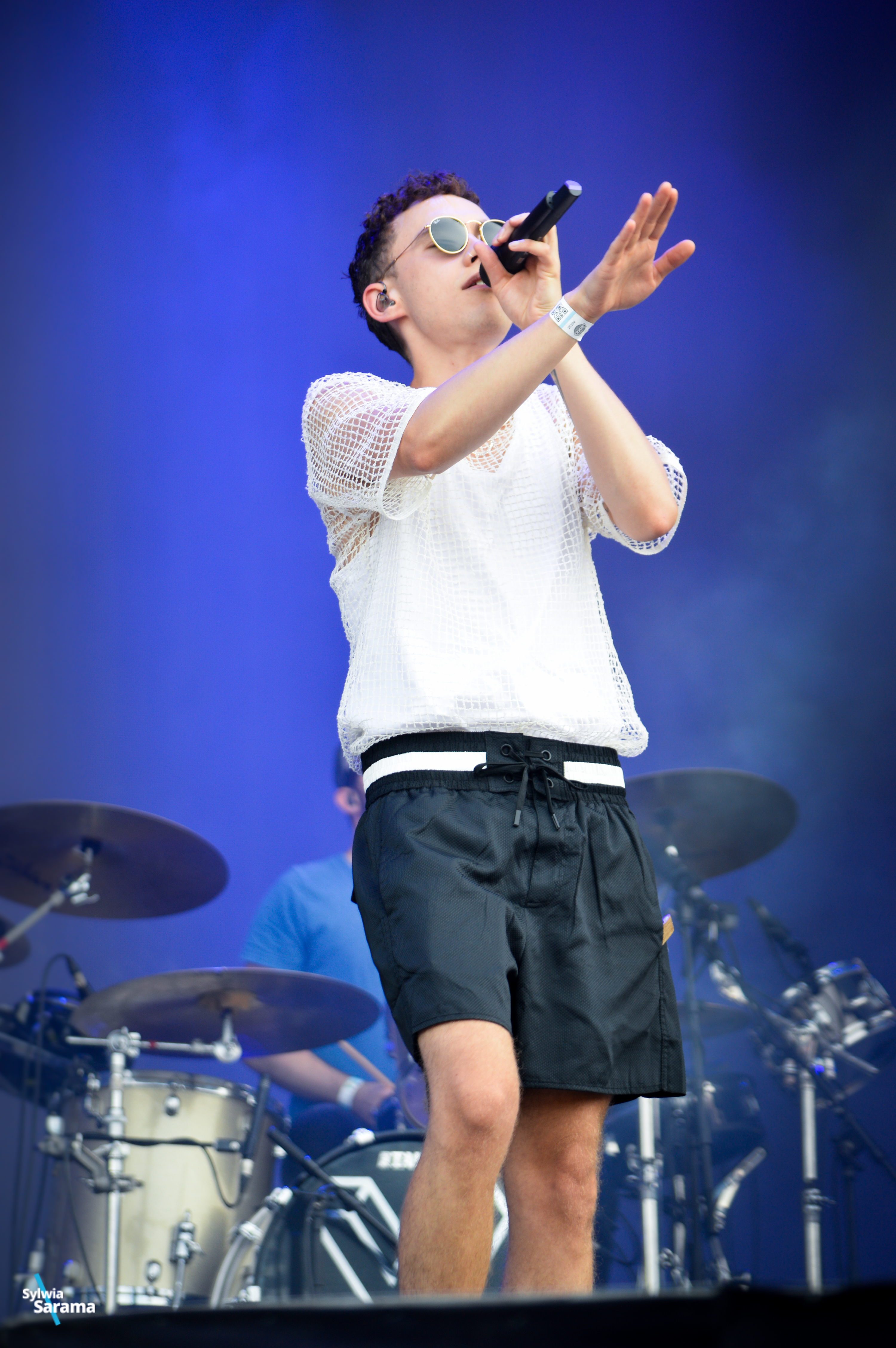
Sziget Festival 2016, Будапешт, Угорщина

Як гей-автор пісень Александер заявляв в інтерв'ю, що хотів би бачити більше використання чоловічого займенника в музиці. Він пояснив, що коли писав у щоденнику, він частіше використовув займенники «ти і я» (You and I), тому що хотів приховати, про кого пише. Загалом, кілька пісень Years & Years містять чоловічі займенники. «Мені якось сумно, що у нас немає попзірок-геїв, які співають про чоловіків, використовуючи чоловічі займенники, — сказав Оллі в Digital Spy, — але, сподіваюся, це може змінитися». Хоча його робота з Years & Years відкрито згадує сексуальність, Александер зазначає, що «не може говорити за всіх геїв, тому що існує так багато різних проблем, досвіду, різних форм і розмірів. Але я можу говорити за себе, і те, що я роблю, якщо я збираюся писати пісні та давати інтерв'ю, я хочу мати можливість говорити про те, що мене хвилює».
Другий студійний альбом Years & Years під назвою Palo Santo вийшов 6 липня 2018 року й містить такі хіти, як «If You're Over Me» і «Sanctify». 14 серпня 2018 року пісня «If You're Over Me» була сертифікована Британською фонографічною індустрією як Золота.

У вересні 2018 року Years & Years випустили офіційний кліп на пісню «All For You», у якому ангельська версія Александера танцює на покинутому складі, а потім перетворюється на демонічну версію самого себе та бере участь у танцях з андроїдом.

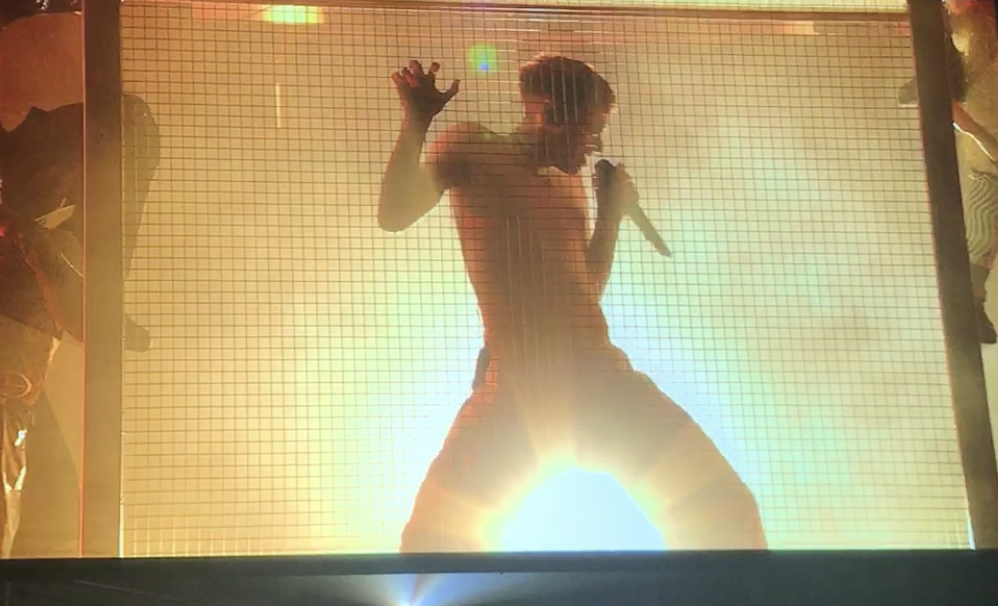
Виконання пісні «Worship» на The O2 Arena у 2018 році

Александер співпрацював із Pet Shop Boys над їхнім синглом 2019 року «Dreamland», а пізніше випустив кавер на їхню пісню «It's a Sin» для головної ролі в однойменному драматичному серіалі.

### Сольна кар'єра
18 березня 2021 року Years & Years перейшов у формат сольного проєкту Оллі Александера. У липні 2021 року він був оголошений одним із п'яти музикантів, які вели шоу Future Sounds на BBC Radio 1 у серпні та на початку вересня разом із Арло Парксом, Yungblud, Charli XCX і Томом Греннаном.

#### Євробачення 2024

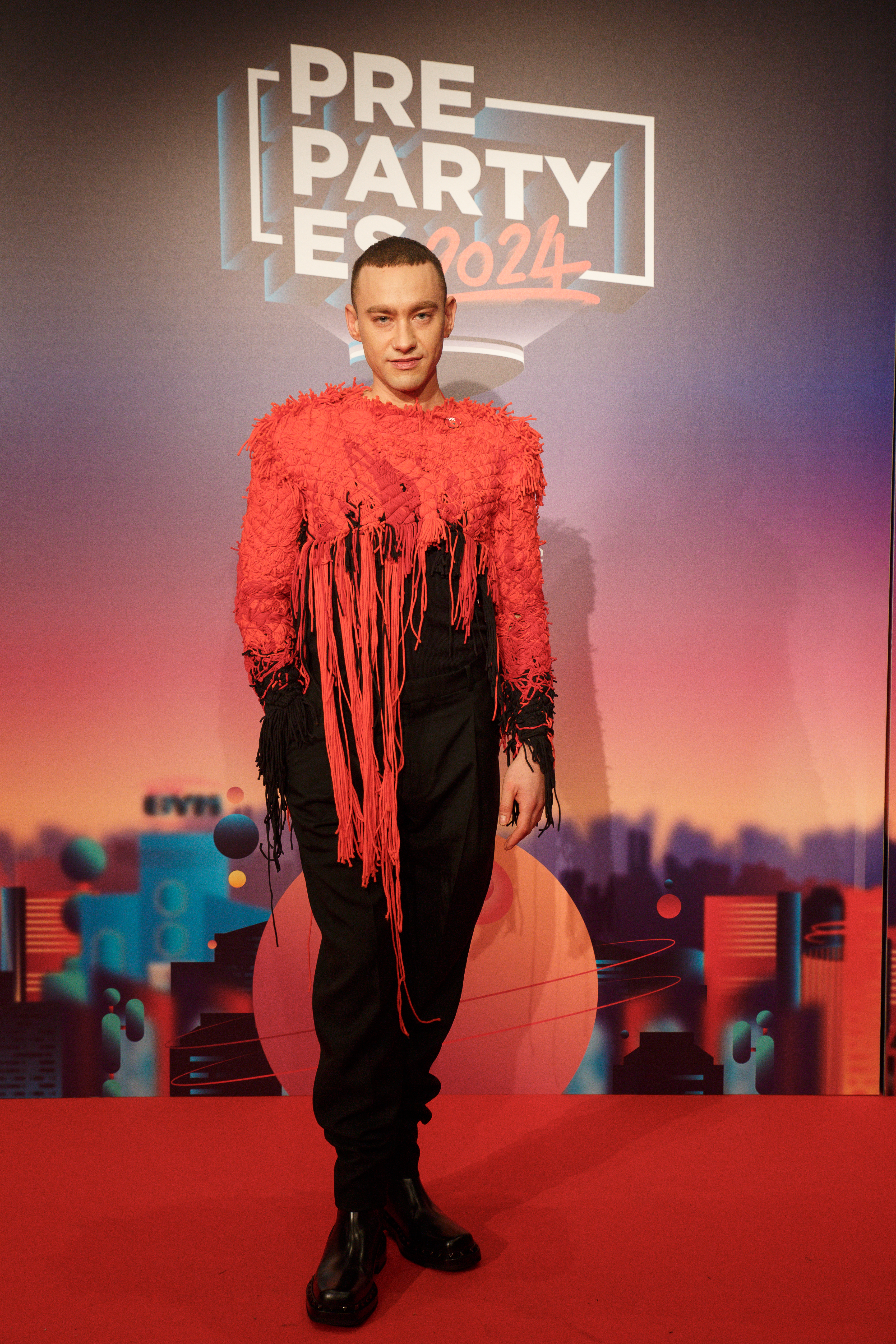
На Eurovision Pre-Party 2024 Madrid

16 грудня 2023 року Александера оголосили представником Великої Британії на Пісенному конкурсі Євробачення 2024. Після оголошення він сказав BBC, що «хотів цього протягом довгого часу», і «здавалося, що це правильний час, щоб почати випускати музику під моїм ім'ям». Попередній каталог Years & Years було перейменовано на Olly Alexander (Years & Years) на потокових сервісах. Його конкурсна композиція «Dizzy» була опублікована 1 березня 2024 року. У фіналі пісенного конкурсу Оллі зайняв 18 місце.

## Особисте життя
Шляхом різних інтерв'ю та благодійних кампаній Александер пропагував безпечний секс і скринінг на ВІЛ, та ініціативи проти цькування ЛГБТ. Він також відкрито говорив про власну боротьбу з депресією, самопошкодженнями, розладами харчової поведінки і тривожністю з 13 років.
Александер — гей. У 2017 році він представив документальний фільм BBC Three, що досліджує зв'язок між гомосексуальністю і розвитком розладів, у якому розповів про свою булімію. У 2018 році був одним з учасників Sport Relief з підвищення обізнаності про психічне здоров'я

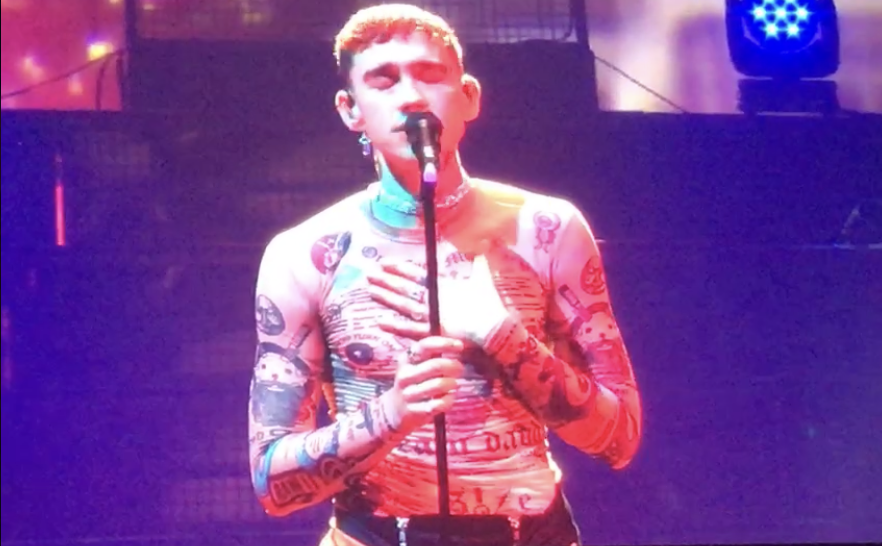
Александер виконує «Lucky Escape» на O2 Arena у 2018 році

Олександр описує себе як «справжнього лівого» і сказав у 2016 році, що «закоханий» у лідера Лейбористської партії Джеремі Корбіна.
Із травня 2015 року Александер перебував у стосунках з музикантом Нілом Міланом Амін-Смітом із гурту Clean Bandit. Через конфлікти щодо розкладу під час турів та записів пісень вони розлучилися наприкінці того ж року.
На фестивалі в Гластонбері 2016 року Александер вийшов на сцену з гуртом Years & Years у веселковому ансамблі на святкуванні PRIDE Week і потрапив у заголовки новин зі своєю промовою, пов'язаною зі стріляниною в нічному гей-клубі Орландо.
У вересні 2018 року отримав нагороду GQ‍ Award «Живий виступ року». Нагороду йому вручила Елоїза Летісс'є, і у своїй промові під час нагородження Александер виступив за ЛГБТ-спільноту та Місяць обізнаності про психічне здоров'я, особливо чоловіків.
Того ж місяця взяв участь у відеокампанії «Прапор, яким ми не повинні пишатися» до Всесвітнього дня запобігання самогубствам, піднявши райдужний прапор із вирваними з нього двома кольорами, і процитував: «Цим прапором ми не повинні пишатися. Прапор, який представляє двох з шести ЛГБТК, яких ми ризикуємо втратити через самогубство».

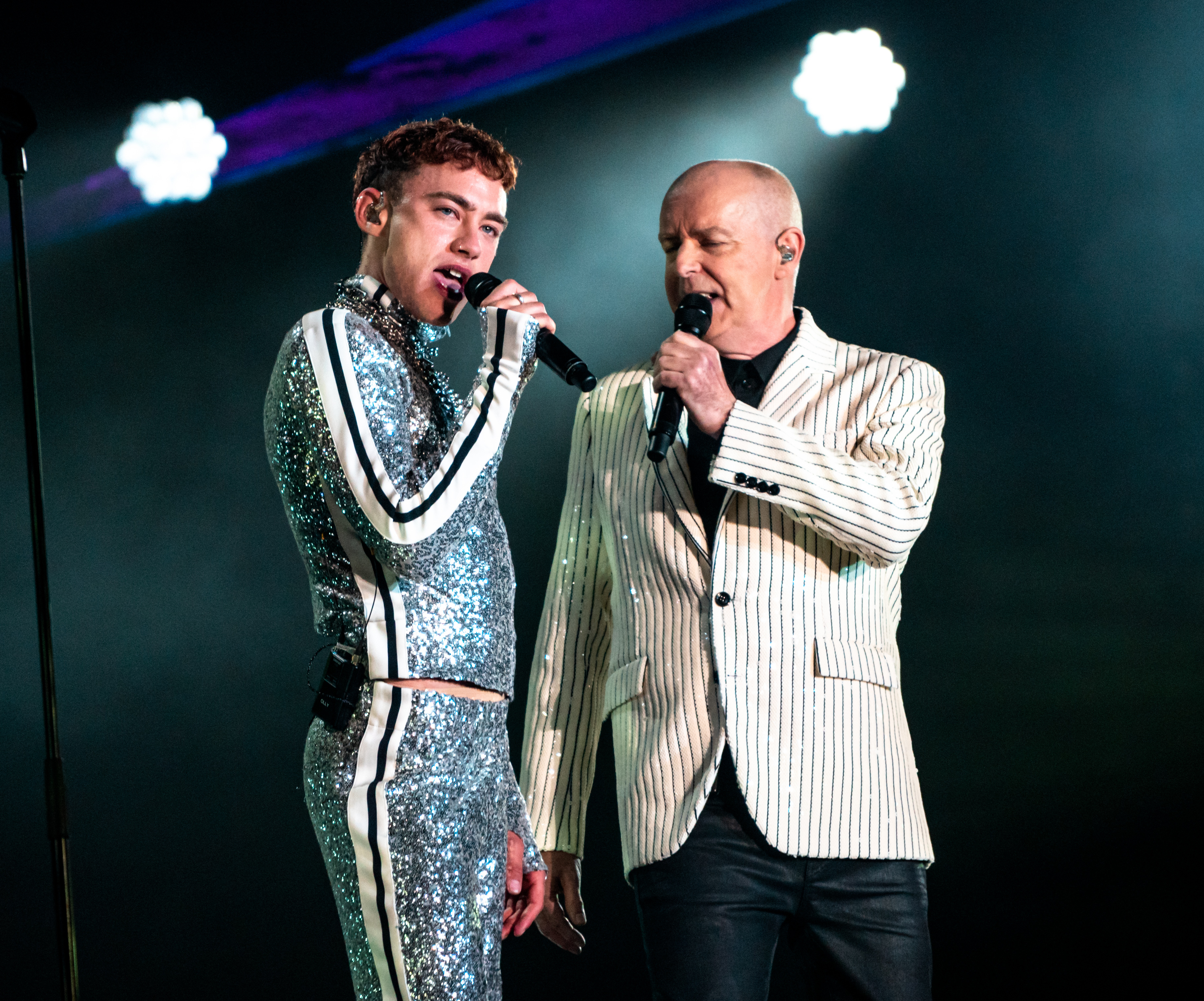
Разом із Нілом Теннантом із Pet Shop Boys у 2019 році

У жовтні 2018 року British GQ опублікував інтерв'ю з Александера та Аластером Кемпбеллом, у якому розповідалося про боротьбу з самоушкодженнями та розладами харчування, досвід у 2018 році з гомофобією та політичні погляди щодо Brexit і Дональда Трампа. В інтерв'ю Александер сказав, що голосував за «Залишитися» на референдумі 2016 року, підтримав Корбіна на посаді прем'єр-міністра та назвав Трампа «огидним» і «відразливим».
Під час виступу Years & Years на Pyramid Stage на фестивалі Glastonbury 2019 виступив із промовою, у якій захищав права ЛГБТК+ і закликав до викорінення расизму, ейблізму та сексизму. Промова отримала схвалення шанувальників і ЗМІ.
Після нападу ХАМАС на Ізраїль підписав лист ЛГБТ-асоціації Voices4London, у якому Ізраїль звинувачувався у «вчиненні апартеїду та геноциду проти палестинців». Представники ізраїльського уряду та Кампанії проти антисемітизму (CAA) засудили його погляди та попросили BBC не дозволити Александеру виступати на Євробаченні 2024; ВВС відхилила вимогу.